# Вилльхаус, Густав
Густав Вилльхаус (нем. Gustav Willhaus; 2 сентября 1910, Форбах, Эльзас-Лотарингия, Германская империя — 29 марта 1945, под Штайнфишбахом) — оберштурмфюрер СС, комендант концлагеря Яновский.

## Биография
Густав Вилльхаус родился 2 сентября 1910 года в семье официанта. После окончания народной школы учился на слесаря-строителя. С 1928 по 1929 год находился заграницей. С 1924 по 1928 год принимал активное участие в деятельности Штурмовых отрядов (СА), а с 1929 по 1930 год – Гитлерюгенда. 10 июня 1932 года вступил в НСДАП (билет № 129296) и 9 июля в СС (№ 40675). В уличных боях получил серьёзное ранение, из-за которого ему пришлось долго лечиться в больнице. В 1935 году стал начальником отдела продаж национал-социалистической газеты «Вестмарк».
В 1940 году был зачислен в Войска СС. С ноября 1941 года в чине унтерштурмфюрера СС служил в Главном управлении СС экономики и управления. В марте 1942 года был переведён в Лемберг, где был ответственным за размещение еврейских подневольных рабочих на предприятии СС Deutsche Ausrüstungswerke. Чуть позже Вилльхаус ушёл в отставку и в июле 1942 года был назначен Фрицем Кацманом комендантом концлагеря Яновского, который возглавлял до июня 1943 года. На этой должности отвечал за абсолютно неприемлемые условия в лагере. Под его надзором отбирали и убивали подневольных рабочих. При этом Вилльхаус распоряжался устраивать утром «пробные забеги», во время которых бригады заключенных бегали по улицам лагеря. Таким образом иногда отбирали 150 заключённых и впоследствии убивали. Вилльхауса изображали как «откровенного садиста», который, как говорят, расстреливал заключенных с веранды своего дома. Кроме того, он отдавал приказ заморозить больных людей на аппельплаце или помещать в бочки с водой. Его преемником на посту коменданта стал Фридрих Варцок.
19 июля 1943 года был направлен в хорватскую добровольческую дивизию СС. В середине августа 1944 года возбуждённое против него расследование по обвинению в грабеже было закрыто. В ноябре 1944 года был повышен до оберштурмфюрера СС. В марте 1945 года был смертельно ранен.